# Torsholt
Torsholt ist ein Ortsteil von Westerstede, der Kreisstadt des niedersächsischen Landkreises Ammerland. Es liegt südlich von Westerstede an der Grenze zur Gemeinde Bad Zwischenahn.

## Geschichte
Torsholt ist eines der für das Ammerland typischen Eschdörfer und wurde bereits früh besiedelt. Die erste urkundliche Erwähnung findet es 1275, als ein Borchard von Torzholte genannt wird. Die älteste Hofstelle ist seit 1385 bekannt. Im Oldenburger Contributionsregister von 1679 sind für Torsholt neun Hausmannstellen und drei in ärmlichen Verhältnissen lebende Köter verzeichnet. Vermutungen, dass der Name Torsholt auf eine germanische Kultstätte für den Donnergott Thor zurückgeht, lassen sich nicht beweisen.
1751 wurde in Torsholt die erste Schule gegründet. Vorher besuchten die Schüler die Schule in Mansie. 1971 wurde der Schulstandort Torsholt geschlossen, das Gebäude dient seit 1977 als Dorfgemeinschaftshaus.

## Überregionale Wahrnehmung

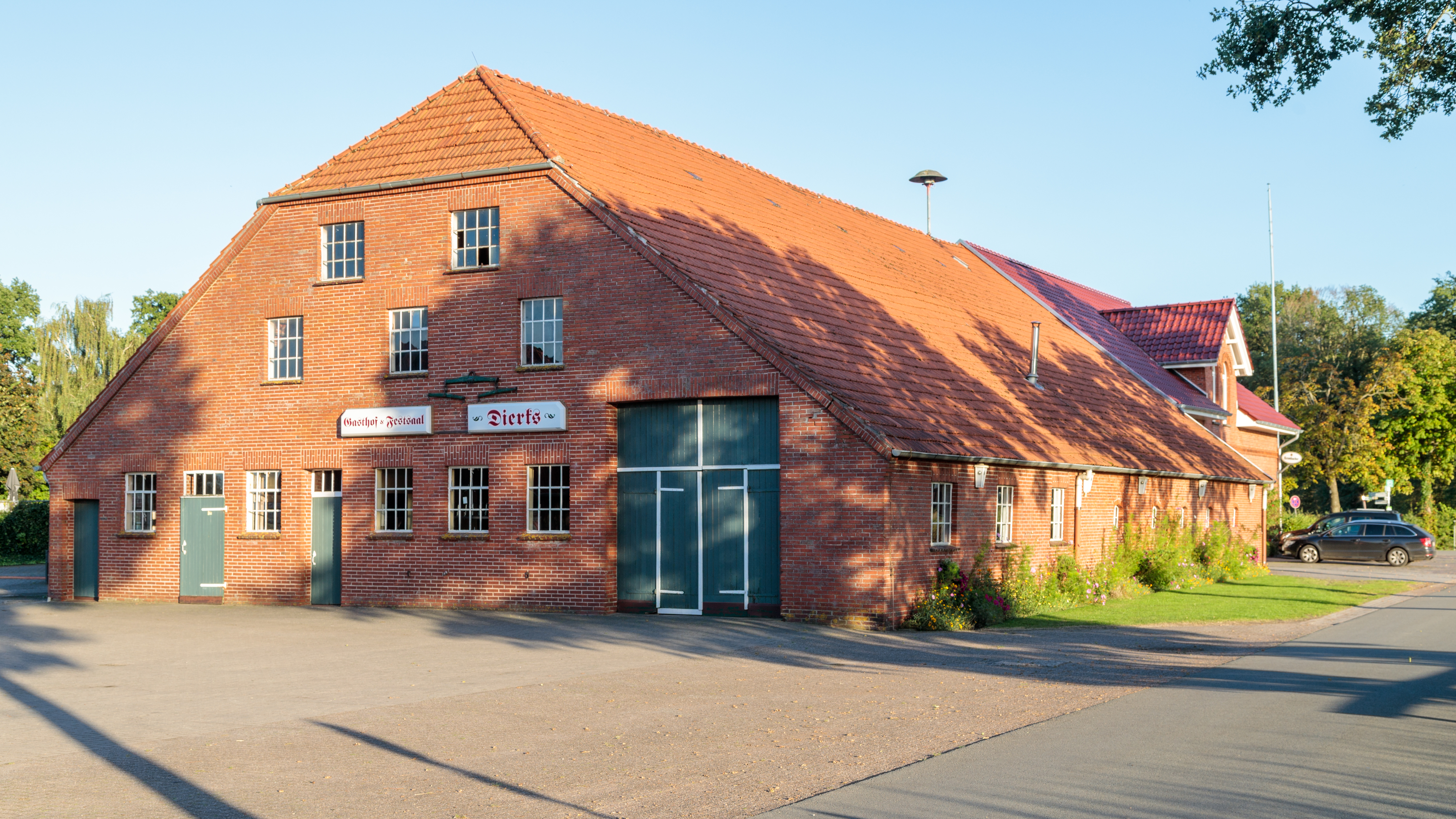
Gasthof Dierks in Torsholt

2012 nahm Torsholt am Wettbewerb Unser Dorf hat Zukunft teil. Als Sieger im Bezirk Weser Ems Ost qualifizierte es sich für den niedersächsischen Landeswettbewerb und wurde dort für „besondere Leistungen“ ausgezeichnet.
Überregional bekannt wurde Torsholt auch durch die Doku-Soap Das Herz vom Ammerland des NDR Fernsehens von 2011, die Inge Dierks, Wirtin des Torsholter Gasthof Dierks begleitet. In den drei Folgen der Sendereihe werden neben dem Alltag der Wirtin unter anderem Auftritte von „Knochenbrecher“ Tamme Hanken, Showhypnotiseur „Pharo“ und Sänger Andreas Martin gezeigt.